# Dircenna celtina
Dircenna celtina är en fjärilsart som beskrevs av Hermann Burmeister 1878. Dircenna celtina ingår i släktet Dircenna och familjen praktfjärilar. Inga underarter finns listade i Catalogue of Life.